# Ercole Negro

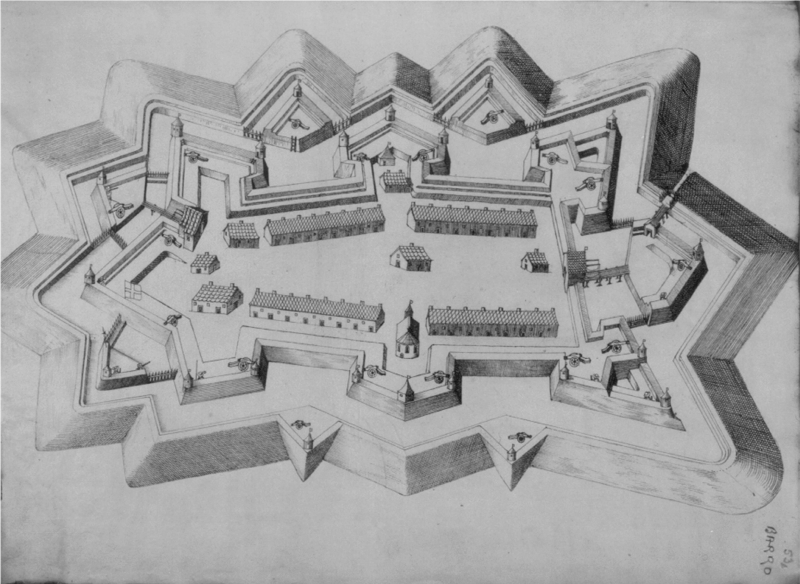
Plan du fort Barraux dressé par Ercole Negro en 1597.

Ercole Negro (ou Negri), comte de Sanfront et de La Morra, est un général et architecte militaire piémontais de la fin du XVIe et du début du XVIIe siècle, né à Centallo en 1541 et mort à Savillan en 1622.
Descendant d’une famille de Ligurie récemment installée à Centallo, il choisit très jeune la carrière des armes à la suite de son père Bartholoméo, architecte militaire auprès des français, il est formé également au dessin auprès du peintre et architecte Pietro Dolce. On connaît de lui de nombreux dessins de fortifications. Sujet du Marquisat de Saluces, qui est inféodé au roi de France, il participe aux guerres de religion aux côtés du Duc de Lesdiguières avec les huguenots puis avec les catholiques aux côtés du Duc de Mayenne. Après la prise du Marquisat de Saluces en 1588 par Charles-Emmanuel Ier de Savoie, il entre au service de celui-ci comme  ingénieur militaire et en 1597 construit le fort Barraux qu'il nomme Fort Saint Barthélémy. Il reçoit le titre de Comte de Sanfront en récompense de ses services en 1589. En 1615, il est conseiller d’état, surintendant des fortifications et général d’artillerie chargé de la défense du duché de Savoie. Nommé gouverneur de la ville de Savillan en 1619, il signe de nombreuses réalisations religieuses et civiles. Il meurt dans cette ville en 1622.